# 広畑
広畑（ひろはた）は、兵庫県姫路市南西部の広畑区の各町からなる地区。
区は東西に並行して走るJR山陽本線と兵庫県道415号和久今宿線の両線を境に、臨海部を含む南部（1941年以前の旧広村の区域）と、北部（旧八幡村の区域）とにおおむね二分される。南部が区の中心部として位置づけられていて、区を管轄する公的施設等は南部に集中している。単に「広畑」と言ったときは南部を指すことが多い。
以下、「広畑」は区中心部を指す表現として用い、広畑区については「広畑区」と記す。姫路市の「区」については、姫路市の「区」を参照。
新日本製鐵広畑製鐵所（現・日本製鉄瀬戸内製鉄所広畑地区）の企業城下町として、永く播磨臨海工業地帯の有力な一角を占めてきた。近年は新日本製鐵が自身の土地並びに製鐵所用地を売却し、国道250号（浜国道）沿いのかつての新日鐵社宅・関連施設跡地へ大規模小売店舗（イトーヨーカドー→現在はドン・キホーテ）などが進出した。また製鐵所跡地ではダイセル、三菱電機、ダイハツディーゼルの工場新設、公共岸壁の整備などによる再開発が行われている。

## 地理
- 広畑は夢前川の下流部西岸に当たり、北側に聳える京見山（標高217.1m）や才の山（俺天下山とも。標高215m）が、揖保郡太子町との境界を成す。浜手は日本製鉄を挟んで播磨灘に面している。
- 区の東側は、南部では夢前川を挟んで飾磨区と向き合うが、北部では旧八幡村が夢前川の両岸に村域を構えていたことから東夢前台4丁目と蒲田1～5丁目、蒲田は、夢前川の東岸にありながら広畑区に入る。北端は国道2号が横切る青山地区（区名は無い）と、西北は勝原区と、西側は汐入川を挟んで大津区と接する。
- 区の中ほどをJR山陽本線が横切っているものの、区内に駅は無く、勝原区との境界西側にはりま勝原駅（2008年3月設置）、東側約2Kmに英賀保駅がある。南部では山陽電鉄網干線が東西に走り、夢前川駅、広畑駅が設置されている。
- 広畑中心部の東側から「東門通」「中門通」「正門通」「西門通」と、製鉄所の門に因んだ幅の広い道路が南北に通る。基本的に碁盤目状の街並だが、旧広村中心部は古くからの路地が迷路のごとく交差している。浜手を国道250号が東西に走り、また広畑区北部には姫路バイパス 姫路西ランプがある。

### 日本製鉄との関係
- 日本製鉄（旧・新日鐵）は、浜手の富士町に立地する（富士町の地名は、旧・新日鐵の前身である富士製鐵に由来）。1970年代頃までは製鐵所が隆盛を極め、浜風の強い日には洗濯物も干せないほどだった。また廣畑天満宮の秋祭には屋台が新日鐵の正門から入り、製鉄所の見学会も行われるなど、旧・新日鐵と共にある町であった。今でも区内の中小企業には、旧・新日鐵や前身の富士製鐵に因んだ社名が多い。
- かつて浜手の長町や鶴町には旧・新日鐵関連の社宅や運動場、労働会館、武道場、病院等がひしめき、正に新日鐵一色だったが、競技場及び労働会館の敷地は、広大なイトーヨーカドー広畑店となり、社宅敷地跡はグリーンベルト等に変わっている。最後まで新日鐵グループの別法人として夢前川駅北側に残っていた新日鐵広畑病院→製鉄記念広畑病院も2022年に閉院した。新日鐵時代とは異なり、令和の今日では、一般の住民が日本製鉄と地域との関わりを見て取るのは難しいのが実情である。

## 歴史
- 江戸時代 - 勘兵衛新田が龍野藩によって開発される。
- 1937年（昭和12年） - 飾磨郡広村の海岸を埋め立て、日本製鐵広畑製鉄所が建設される。1939年10月から操業開始。
- 1941年（昭和16年）4月 - 飾磨郡広村と同郡八幡村が合併し、飾磨郡広畑町発足。
- 1942年（昭和17年）12月 - 広畑港運創業（のちに広畑海運→日鉄住金物流、現・日鉄物流）。
- 1946年（昭和21年）3月 - 姫路市と飾磨郡広畑町他周辺1市3町3村が合併（ラモート合併）。現在広畑区を名乗る地名は、姫路市との合併時に広畑町であった区域の名残である[1]。
- 1950年（昭和25年）4月 - 日本製鐵が分割され、広畑製鉄所は富士製鐵が継承。同社の基幹製鉄所になる。
- 1970年（昭和45年）3月 - 新日本製鐵発足、製鉄所は同社の経営となる。
- 2012年（平成24年）10月 - 新日鐵住金（現・日本製鉄）発足、製鉄所は同社の経営となる。

## 広畑区内の公共施設

### 郵便局
- 姫路広畑郵便局
- 姫路西蒲田郵便局
- 広畑才郵便局
- 姫路広畑本町郵便局
- 姫路長町郵便局
- 姫路小松郵便局
- 姫路東夢前台簡易郵便局

現在広畑区内に普通郵便局はないが、1998年秋まで姫路広畑局は普通局の「広畑郵便局」で、正門通3丁目にあった。

### 市関係
- 広畑市民センター（姫路市役所広畑支所、大ホール）
- 姫路市立図書館広畑分館（広畑トレーニングルームを併設）

### 教育
- 姫路市立広畑小学校
- 姫路市立広畑第二小学校
- 姫路市立八幡小学校
- 姫路市立夢前中学校
- 姫路市立広畑中学校

### 医療
- 三栄会広畑病院（過去に製鉄記念広畑病院だった建物を使用し、ツカザキ記念病院が移転する形で2023年に開院）[2]

## 社寺
- 廣畑天満宮 - 司馬遼太郎の文学碑がある
- 小坂菅原神社
- 蒲田神社
- 西蒲田天満宮
- 大歳神社

## ショッピングセンター
- ホームセンタームサシ姫路店（も参照）
- アカチャンホンポ姫路広畑店（も参照）
- ニトリ姫路広畑店
- ドン・キホーテ 姫路広畑店 (旧イトーヨーカドー広畑店)

## 交通

### 鉄道・バス
- 西日本旅客鉄道山陽本線が当該地域内を通過しており、駅は設置されていないが、勝原区に所在するはりま勝原駅や飾磨区に所在する英賀保駅が最寄りとなる地域がある。
- 山陽電気鉄道網干線　夢前川駅 - 広畑駅
  - 中心駅：広畑駅

製鉄所への通勤のため敷設された路線のためか、開業は1940年と比較的新しい。
- 神姫バス

市営バスの12・13・15・17系統に当たる系統が2008年3月に移管されたもの。神姫バスではまとめて30系統と称することになった。
- 28系統   姫路駅前〜中地・玉手・英賀保駅・広畑本町〜製鉄記念広畑病院
- 29系統   姫路駅前〜中地・東町坪・英賀保駅・広畑本町〜新日鉄住金
- 30系統　姫路駅前～下手野・青山・才崎橋西詰～製鉄記念広畑病院・新日鉄住金
- （系統なし）JR網干駅〜大津・山電天満駅北〜製鉄記念広畑病院

（廃止された路線）
- 姫路市営バス

すべての路線を神姫バスに移譲し2010年営業終了した。系統数は多いものの、各便に系統が分散配置されているため、全体としての便数は少なかった。
- 29系統　姫路駅前～英賀保駅・広畑本町～新日鉄
- 32系統　姫路駅前～英賀保駅・広畑本町～新日鉄病院
- 33系統　姫路駅前～玉出～新日鉄病院
- 67系統　姫路駅南口～文化センター・英賀保駅・大津～下太田住宅
- 68系統　姫路駅南口～文化センター・英賀保駅・大津～下太田車庫
- 69系統　姫路駅南口～文化センター・英賀保駅～大津
- 83系統　姫路駅南口～文化センター・英賀保駅・南熊見・大津～JR網干
- 91系統　新日鉄病院～山電天満・大津～JR網干

### 道路
- 国道250号
- 兵庫県道415号和久今宿線
- 兵庫県道417号広畑青山線
- 兵庫県道419号才広畑線
- 兵庫県道502号英賀保停車場線
- 兵庫県道516号姫路環状線
- 姫路バイパス（国道2号バイパス） 姫路西ランプ

## 地名

### 北東部（夢前川東岸）
- 広畑区蒲田1丁目～5丁目
- 広畑区蒲田
- 広畑区東夢前台4丁目

### 北部
- 広畑区西蒲田
- 広畑区城山町
- 広畑区西夢前台4丁目～8丁目
- 広畑区才
- 広畑区則直
- 広畑区小坂
- 広畑区京見町

### 中心部
- 広畑区北河原町
- 広畑区北野町1丁目～2丁目
- 広畑区清水町1丁目～3丁目
- 広畑区本町1丁目～6丁目
- 広畑区末広町1丁目～3丁目
- 広畑区東新町1丁目～3丁目
- 広畑区夢前町1丁目～4丁目

### 西部・南部
- 広畑区長町1丁目～2丁目
- 広畑区鶴町1丁目～2丁目
- 広畑区正門通1丁目～4丁目
- 広畑区早瀬町1丁目～3丁目
- 広畑区小松町1丁目～4丁目
- 広畑区高浜町1丁目～4丁目
- 広畑区吾妻町1丁目～3丁目
- 広畑区大町1丁目～3丁目
- 広畑区富士町